# Паликоровы
Паликоровы (укр. Паликорови) — село в Подкаменской поселковой общине Золочевского района Львовской области Украины.
Население по переписи 2001 года составляло 449 человек. Занимает площадь 1,541 км². Почтовый индекс — 80672. Телефонный код — 3266.

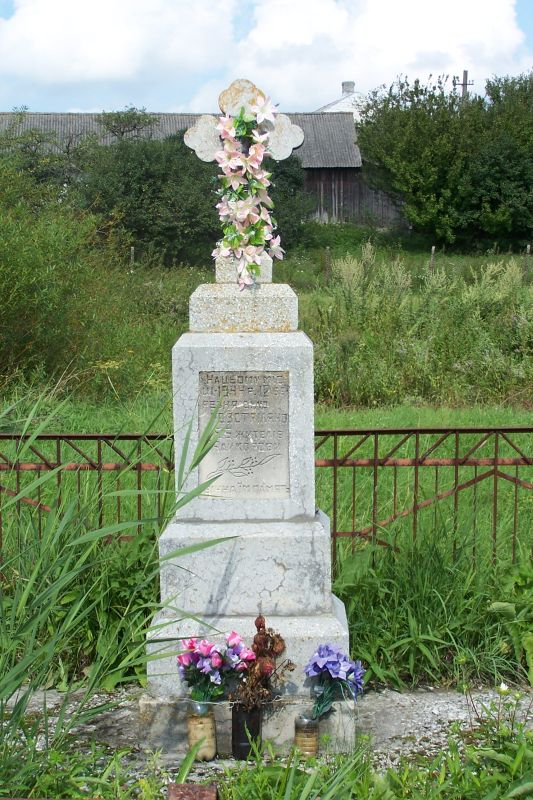
Памятник жертвам УПА и дивизии «Галичина»

## История
Первое письменное упоминание о деревне в 1501 году.